# Kutîska, Lanivți
Kutîska (în ucraineană Кутиска) este un sat în comuna Pecirna din raionul Lanivți, regiunea Ternopil, Ucraina.

## Demografie
Componența lingvistică a localității Kutîska
     Ucraineană (98,88%)
     Alte limbi (0,56%)
Conform recensământului din 2001, majoritatea populației localității Kutîska era vorbitoare de ucraineană (98,88%), existând în minoritate și vorbitori de alte limbi.